# Coniocleonus amori
Coniocleonus amori é uma espécie de insetos coleópteros polífagos pertencente à família Curculionidae.
A autoridade científica da espécie é Marseul, tendo sido descrita no ano de 1868.
Trata-se de uma espécie presente no território português.